# Bor (Sadov)
Bor (německy Haid) je vesnice, část obce Sadov v okrese Karlovy Vary v Karlovarském kraji. Nachází se asi 2,5 kilometru východně od Sadova. Bor leží v katastrálním území Bor u Karlových Var o rozloze 7,6 km².

## Historie
První písemná zmínka o vesnici pochází z roku 1369.

## Obyvatelstvo
Při sčítání lidu v roce 1921 ve vsi žilo 415 obyvatel (z toho 201 mužů), z nichž byli čtyři Čechoslováci a 408 Němců. Všichni se hlásili k římskokatolické církvi. Podle sčítání lidu z roku 1930 měla vesnice 465 obyvatel: deset Čechoslováků a 455 Němců. Kromě jednoho evangelíka a sedmi lidí bez vyznání byli římskými katolíky.
| Rok            | 1869 | 1880 | 1890 | 1900 | 1910 | 1921 | 1930 | 1950 | 1961 | 1970 | 1980 | 1991 | 2001 | 2011 | 2021 |
| -------------- | ---- | ---- | ---- | ---- | ---- | ---- | ---- | ---- | ---- | ---- | ---- | ---- | ---- | ---- | ---- |
| Počet obyvatel | 311  | 364  | 387  | 440  | 458  | 412  | 465  | 217  | 238  | 184  | 192  | 196  | 235  | 273  | 313  |
| Počet domů     | 49   | 50   | 50   | 52   | 49   | 50   | 64   | 77   | 62   | 47   | 53   | 59   | 64   | 83   | 101  |

## Obecní správa
Při sčítání lidu v letech 1869–1975 Bor byl samostatnou obcí, se kterým patřil nejprve do okresu Karlovy Vary, ale v roce 1950 v okrese Karlovy Vary-okolí a v letech 1961–1975 opět v okrese Karlovy Vary. Od 1. ledna 1976 je částí obce Sadov v okrese Karlovy Vary. 
V letech 1869–1910 k obci patřily Lesov a Nová Víska a v letech 1961–1975 také Stráň.

## Pamětihodnosti
- Boží muka
- Smírčí kříž
- Kostel svaté Maří Magdalény